# Проклетия
Проклетия или Албански Алпи, както и Северноалбански планини (на албански: Krahina Malore Veriore, Alpet e Shqipnis së Veriut; на черногорски: Проклетjе) e планинска система, разположена на територията на Северна Албания, Източна Черна гора и Западно Косово, крайно югоизточно разклонение на Динарските планини. Най-висок връх е Езерски връх (Езерца 2692 m), най-високата точка на целите Динарските планини.

## Географска характеристика

### Име, топонимия
В Проклетия има масив с името Асанац. Тази топонимия е от клана/племето Васоевичи с център община Андриевица, което е най-многолюдното сръбско племе още в княжество Черна гора (разселило се и в кралство Сърбия), а от Проклетия на северозапад започват Динарите с т.нар. същински сръбски земи.

### Разположение, граници големина
Планината Проклетия се простира от югозапад на североизток на протежение около 80 km и ширина от северозапад на югоизток около 42 km. На югозапад с полегати склонове се спуска към Шкодренското езеро, на северозапад долината на река Циевна (Цеми, ляв приток на Морача) я отделя от планината Жиево, на север горното течение на река Лим (от басейна на Дунав) – от планината Комови, а на североизток горното течение на река Печка Бистрица (десен приток на Бели Дрин) – от планината Мокра гора. На изток със стръмни склонове се спуска към Призренско-Печката котловина, а на югоизток дълбоката долина на река Дрин и долините на десните ѝ притоци Валбона и Бистрица я отделят разположените южно албански планини.

### Геоложки строеж, релеф
Планината е изградена предимно от варовици, доломити и шисти, в които широко са представени карстовите форми на релефа. На североизток към планинската система на Проклетия се отнасат планините Копривник (2460 m) между реките Печка Бистрица и Дечанска Бистрица (десни притоци на Бели Дрин) и Юничка планина (връх Джяравица 2656 m, най-високата точка на Косово). По най-високите части на планината през последните години са открити няколко фирнови полета, остатък от плейстоценското заледяване. Цялата планинска система сес състои от отделни масиви, разделени от дълбоки, на места каньоновидни речни долини.

### Води, растителност
Планината Проклетия се явява главен вододел между водосборните басейни на Черно (река Дунав) и Адриатическо море. От северната ѝ част води началото си река Лим (десен приток на Дрина, десен приток на Сава, десен приток на Дунав). На запад тече река Циевна (Цеми, ляв приток на Морача), а на югозапад – реките Прони и Тате, Рьоли и др., вливащи се в Шкодренското езеро, На изток и юг от планината водят началото си реките Печка Бистрица, Дечанска Бистрица, Пруе, Траканич, Ереник, Тропая, Бистрица, Мала река, Валбона, Цурай, Шаля, Кири и др., всички от басейна на река Дрин. В северната ѝ част, на река Лим се намира Плавското езеро. Долните и средни части на склоновете на планината са заети от дъбови, букови, смърчови и борови гори, а районите над 1700 – 1800 m – от планински пасища.

## Паркове и резервати
В планината са обособени два национални парка, един черногорски – Национален парк Проклетия, и един албански – Валбона. Предвижда се създаването и на Балкански парк на мира. В рамките на трансграничното сътрудничество е създаден туристически пешеходен маршрут – Върхове на Балканите.

## Транспорт
Планината се пресича от един главен път, който започва от Печ и минава през Плав. Покрай Плавското езеро отива към Гусине и Крушево, след което се спуска към Шкодренското езеро.

## Населени места
В самата планина са пръснати няколко десетки малси села, а в подножията ѝ са разположени градовете Печ и Дяково (Джяковица) в Косово, Байрам Цури в Албания и Гусине в Черна гора.